# Полупрезидентска република
Полупрезидентската република (полупарламентарна, президентско-парламентарна република) е форма на държавно устройство, обединяваща в себе си както чертите на президентската, така и тези на парламентарната република.
От една страна, характерното за полупрезидентската република е извънпарламентарният начин на сформиране на правителството, при който парламентът няма право да гласува вот на доверие. От друга, президентът има право да разпуска парламента и въпреки че де юре той не е глава на правителствово, де факто изпълнителната власт е в ръцете му.
Към полупрезидентския тип на държавно устройство спада Франция.
Според Конституцията на Петата френска република от 1958 г., президентът се избира от гражданите и ръководи правителството, което е характерно за президентската република. От друга страна обаче, назначеното от президента правителство трябва да се ползва с доверието на долната палата на парламента – Националното събрание, което е характерно за парламентарната република. Заедно с това президентът може да разпуска Националното събрание по своя преценка, която черта не е характерна нито за едната, нито за другата разновидност на републикансканската форма на управление.
Списък на държави, които имат полупрезидентска форма на управление:
- Австрия
- Алжир
- Буркина Фасо
- Египет
- Исландия
- Ирландия
- Тайван
- Ливан
- Литва
- Монголия
- Полша
- Португалия
- Пакистан
- Румъния
- Русия
- Украйна
- Финландия
- Франция
- Шри Ланка
- Нигер

Интересното е, че някои държави, които се определят като парламентарни републики, като Австрия и Ирландия, всъщност имат конституции, които дават повече правомощия на техните президенти, отколкото има президентът на Франция например. По традиция президентите на Австрия и Ирландия не се възполват от правомощията си и тези държави не функционират като полупрезидентски републики. Нещо повече, във Финландия новата Конституция на страната от 2000 г., представлява комбинация от предишните четири основни закона, която ограничава правомощията на президента. Някои правомощия на президента, които по-рано той е могъл да упражнява едностранно, към днешна дата са заложени в новата конституция като поделени между парламента и правителството. Това прави трудно класифицирането на формата на управление на Финландия, която се колебае между полупрезидентска и парламентарна република.

### Бивши полупрезидентски републики:
- Германия в периода от 1919 до 1933 (официално до 1949)
- Хърватия в периода от 1990 до 2000